# Danish Product Award
 For alternative betydninger, se DPA.
Danish Product Award (DPA), ugeavisen Ingeniørens uddeler årligt Ingeniørens Produktpris, som er oprettet for at anspore ingeniører og andre teknologer i Danmark til den bedste og stærkeste teknologiske innovation og produktudvikling i et globalt marked.
Kriteriet for indstilling af produkter omfatter blandt andet at de i deres design eller anvendelse vil have en afgørende teknologisk nyhedsværdi og/ eller bygge på markant ingeniørmæssig kunnen, være udviklet i Danmark og lanceret på markedet i perioden mellem 1. september og 31. august.
Der er en hovedpris og otte branchepriser 

## Ekstern henvisning
Vilkår og retningslinjer for indstilling til prisen (Webside ikke længere tilgængelig)
| Pris | Spire Denne artikel om priser eller udmærkelser er en spire som bør udbygges. Du er velkommen til at hjælpe Wikipedia ved at udvide den. |